# Mussius Aemilianus
Lucius Mussius Aemilianus († 262) war ein vermutlich aus Italien stammender römischer Gegenkaiser des Jahres 262.

## Leben
Aufgrund einer Inschrift ist die Laufbahn des Mussius Aemilianus recht genau bekannt: Er war in den römischen Ritterstand hineingeboren, verfügte also über ein gewisses Vermögen. Er war der oberste Verantwortliche des Postsystems innerhalb der gallischen Provinzen, vermutlich während der Ägide des Philippus Arabs, bevor er Stadtpräfekt von Alexandria und später von Ostia wurde (247). Am Ende der Fünfzigerjahre des 3. Jahrhunderts amtierte er kommissarisch als Präfekt und damit Statthalter der Provinz Aegyptus und wurde schließlich 259 regulär Praefectus Aegypti. Eusebius von Caesarea behauptet zudem, dass Mussius verantwortlich war für die Durchsetzung und Ausführung christenfeindlicher Gesetze unter Valerian.
Nach Valerians Gefangennahme durch die Perser revoltierten die im Osten stationierten Truppen gegen dessen Sohn Gallienus und erhoben die Macriani (Macrianus Maior, Macrianus Minor und Quietus) zu Gegenkaisern. Mussius bekannte sich zu ihnen. Nachdem die Macriani jedoch auf ganzer Linie gescheitert waren, sah Mussius sich gezwungen, nun selber zum Usurpator zu werden. Gallienus entsandte einen General namens Aurelius Theodotus, der Mussius irgendwann vor dem 30. März 262 besiegte. Mussius wurde gefangen genommen und später erdrosselt. Memor, einem hochrangigen Provinzbeamten unter Mussius, der nach dem Tode seines Vorgesetzten ebenfalls revoltierte, erging es ebenso.
Es ist unklar, ob – wie überliefert – tatsächlich eine aktive Revolte der Grund für Mussius’ und Memors Tod war, oder ob Gallienus mit ihnen doch nur zwei ehemalige Unterstützer der Macriani beseitigen wollte.
Mussius war Mitglied der Laurentes Lavinates, einer Priesterschaft, zu der nur Ritter berufen werden konnten. Dies und sein Posten in Ostia sprechen für eine italische Herkunft.